# El Puente del Arzobispo
El Puente del Arzobispo – miejscowość i gmina w Hiszpanii, w prowincji Toledo, w Kastylii-La Mancha, o powierzchni 3,96 km². W 2011 roku gmina liczyła 1407 mieszkańców.